# Accident de criticité de Cecil Kelley
Un accident de criticité est survenu le 30 décembre 1958 au Laboratoire national Los Alamos au Nouveau-Mexique, aux États-Unis. Ce fut l’un des dix accidents de criticité à se produire en dehors d’un réacteur nucléaire et le troisième survenu en 1958 après ceux du 16 juin à l’usine Y-12 de Oak Ridge au Tennessee, et du 15 octobre à l'Institut des sciences nucléaires de Vinča, en Yougoslavie. L'accident impliqua des composés de plutonium dissous dans des réactifs chimiques liquides et tua Cecil Kelley, un technicien chimiste, par irradiation en moins de 35 heures.

## Contexte de l'accident
Cecil Kelley était un technicien chimiste de 38 ans qui comptait onze ans d'expérience, dont plus de la moitié passée au laboratoire de Los Alamos. Une de ses tâches consistait à faire fonctionner un mélangeur constitué d'une grande cuve en acier inoxydable (1 000 litres), contenant une solution aqueuse avec du plutonium 239 résiduel issus de diverses expériences, ainsi que des solvants organiques et acides. Le but était de récupérer le plutonium pour le réutiliser.
À l'état pur et dans des conditions normales de température et de pression, le plutonium (un élément essentiellement artificiel, à l'état de traces dans la nature) est un métal argenté solide. Il se ternit rapidement lorsqu'il est exposé à l'air et se dissout facilement dans les acides chlorhydrique, iodhydrique, perchlorique, entre autres. Le jour de l'accident, la cuve était censée contenir une solution pauvre en plutonium (≤0,1g de plutonium dissous par litre de solution) dans un bain d’acide nitrique hautement corrosif et une émulsion organique. Cependant, à la suite d'au moins deux « transferts inappropriés » de déchets dans la cuve, la concentration de plutonium se révéla 200 fois supérieure. Les sources de ce plutonium n'ont jamais été déterminées (ou n'ont jamais été divulguées publiquement); Kelley n'avait aucune raison de suspecter une telle concentration et ne pouvait pas la détecter. De plus, sa répartition était inégale : la couche supérieure de la solution présentait des concentrations particulièrement élevées et contenait plus de 3 kg de plutonium, ce qui était déjà proche de la criticité avant même que Kelley ne fasse fonctionner le mélangeur. Lorsqu'il le démarra, un vortex commença à se former et la couche aqueuse, plus dense fut immédiatement poussée vers l'extérieur et vers le haut, formant un « bol », et la couche moins dense, riche en plutonium, tourbillonna vers le centre de la cuve.

## Masse critique
Une substance fissile atteint d'autant plus la criticité que sa forme est sphérique. Or la solution riche en plutonium fut rendue plus épaisse au centre par le vortex. Associé à l'augmentation de la densité et de la réflectivité neutronique de la couche aqueuse périphérique, le plutonium dissous franchit le seuil de criticité après une seconde environ: les neutrons du mélange commencèrent à bombarder les noyaux des atomes de plutonium de la solution avec une fréquence suffisante pour que ces atomes se fragmentent et libèrent d'autres neutrons, constituant une réaction en chaîne. Elle fut entretenue pendant moins de 200 microsecondes, mais libéra un énorme flux de neutrons et de rayons gamma. Un tel dégagement incontrôlé d’énergie nucléaire est qualifié d’excursion. Au bout de 3 secondes, les couches du mélange se dispersèrent et aucune autre excursion ne fut possible.

## Événements de l'excursion
Kelley se tenait debout sur un escabeau et regardait le contenu de la cuve à travers une vitre lorsque l’excursion se produisit. Deux autres techniciens travaillant dans le laboratoire furent témoins d'un éclair de lumière bleue suivi d'un bruit sourd. La libération d'énergie provoqua l'évanouissement de Kelley ou bien le propulsa de l’échelle, et il tomba au sol. Il se leva désorienté et apparemment éteignit le mélangeur puis le ralluma avant de courir à l'extérieur du bâtiment. Les autres techniciens le trouvèrent dehors en état d'ataxie (mouvements musculaires non coordonnés) et ne pouvant que leur dire : « Je brûle ! je brûle ! ».
Une excursion dans une cuve de mélangeur était considérée comme pratiquement impossible, et les techniciens pensèrent que Kelley avait été exposé à un rayonnement alpha, au bain d’acide ou aux deux. L’un d’eux emmena Kelley à une douche chimique tandis que l'autre éteignit le mélangeur. D'autres personnes arrivèrent sur les lieux quelques minutes plus tard, retrouvant Kelley pratiquement inconscient. La couleur rose vif de son visage indiquait un érythème (rougeur de la peau) provoqué par un syndrome de radiation cutanée.
Tout accident à Los Alamos impliquant une substance radioactive nécessitait une enquête immédiate par une équipe de radioprotection. Même avant que Kelley ne soit emmené dans une salle de soin d'urgence, ces membres commencèrent l'examen de la salle de mélange pour évaluer le rayonnement alpha émis par le plutonium échappé. Si le mélange de plutonium s'était échappé du réservoir, une contamination alpha se serait dispersée, mais rien ne fut détecté. Dix-huit minutes plus tard, l’équipe commença à rechercher les rayonnements gamma et fut surprise de trouver une activité intense près de la cuve, de l’ordre de plusieurs dizaines de rads par heure. Une telle activité gamma ne pouvait être produite que par des quantités importantes de produits de fission. Couplé avec l'éclair de lumière autrement inexplicable signalé par les deux autres techniciens, l'accident de criticité fut confirmé.

## État clinique de Kelley
Jusqu'à une heure et quarante minutes après l'accident, Kelley était incohérent et subissait des épisodes de vomissements intenses. Il s'est ensuite stabilisé, a de nouveau pu parler normalement, son pouls et son sang purent être prélevés. Le prélèvement de sang indiqua que Kelley avait été exposé à environ 9 Gy de neutrons rapides et à 27 Gy de rayons gamma, soit un total de 36 Gy. Pour un être humain adulte, l'exposition à 2 Gy d'une source de rayonnement non focalisée, telle qu'une excursion, rend malade mais n'est pas considérée comme mortelle. 2,4 à 3,4 Gy est la dose létale médiane, et une dose de 5 Gy tue presque toujours. Kelley avait reçu donc plus de sept fois la dose mortelle chez l'adulte. Le personnel médical soulagea sa douleur par du Demerol et de la morphine, sachant que des recherches antérieures sur des animaux indiquaient que la mort de Kelley était inévitable. Au bout de six heures, ses lymphocytes avaient pratiquement disparu. Une biopsie osseuse effectuée 24 heures après l'incident montra une moelle osseuse aqueuse et ne contenant pas de globules rouges ; de nombreuses transfusions sanguines n'eurent aucun effet utile durable. 35 heures après sa première exposition et après un dernier épisode d'intense agitation, de transpiration, de peau cendrée et de pouls irrégulier, Cecil Kelley est décédé d'une insuffisance cardiaque,.

## Implications
L'enquête sur les circonstances de l'accident n'aboutit jamais à une explication publique de la manière dont la cuve du mélangeur s'était remplie d'une concentration si élevée de plutonium ; initialement, la responsabilité fut imputée à Kelley lui-même.
Bien que Kelley n’ait ni ingéré ni inhalé de plutonium lors de l’accident, il a, comme de nombreux techniciens de laboratoire à Los Alamos, été exposé à de petites particules de plutonium en suspension dans l’air pendant plusieurs années. Un tel événement était donc considéré comme une « opportunité d'expérience ». Des registres minutieux furent tenus sur chaque moment de la vie de Kelley, de l'accident à sa mort, et sur l’autopsie. Ses organes furent conservés pour examen pathologique et leurs niveaux de plutonium analysés. Les résultats de ces analyses tissulaires, impossibles à obtenir dans d'autres conditions, furent fondamentaux pour comprendre ce qu'il adviendrait d'une population lors d'une attaque nucléaire. Bien que la biopsie de la moelle osseuse du sternum de Kelley ait été réalisée pour vérifier la possibilité d'une greffe de moelle osseuse, la mort de Kelley était inévitable et une véritable greffe n'avait pas été sérieusement envisagée.

## Procès
Kelley laissa une veuve, Doris Kelley, et deux enfants âgés de huit ans et 18 mois. Doris Kelley ne fut pas informée de l'irradiation de son mari lorsqu'il était encore en vie : elle n'apprit son décès par les autorités du laboratoire que lorsque leurs représentants lui rendirent visite chez elle peu de temps après. En l'assurant verbalement qu'ils lui fourniraient une compensation financière pour le décès de son mari, ils la convainquirent de ne pas intenter de poursuites contre le laboratoire. En dépit de ces assurances, la seule rémunération que Doris Kelley ait reçue fut un poste à vie dans le laboratoire lui-même, à un salaire proche au seuil de pauvreté, jusqu'à ce que des raisons de santé lui fassent prendre sa retraite.
En 1996, Doris Kelley et sa fille, Katie Kelley-Mareau, ont intenté une action en justice contre le Dr Clarence Lushbaugh, le pathologiste qui avait pratiqué l'autopsie de Cecil Kelley,. L'affaire traitait de la mauvaise conduite des médecins, de l'hôpital et de l'administration de Los Alamos, qui avaient prélevés des organes du défunt sans le consentement du plus proche parent pendant plusieurs années (1958-1980),. L'autopsie de Kelley fut le premier cas d'analyse post-mortem de ce type, mais beaucoup d'autres furent réalisées par Lushbaugh et d'autres au cours des années suivantes à Los Alamos. Lushbaugh déclara lors d'une déposition, lorsqu'on lui demanda qui lui avait donné le pouvoir de prélever huit livres d'organes et de tissus du corps de Kelley : « Dieu m'a donné la permission ». Les défendeurs réglèrent le recours collectif pour environ 9,5 millions de dollars en 2002 et 800 000 $ de plus en 2007. Aucun des accusés n'a admis avoir commis d'acte répréhensible.